# 동경 28도
동경 28도(東經28度)는 본초 자오선에서 동쪽으로 28도 떨어진 경선이다. 북극점에서 시작하여 북극해, 유럽, 터키, 아프리카, 인도양, 남극해, 남극을 거쳐 남극점에 이른다.
동경 28도는 서경 152도와 이어져 지구의 둘레를 이룬다.
북극점에서 남극점까지 동경 28도선은 다음 지역을 지나간다.
| 좌표                                                  | 나라, 지역, 해역  | 주석                                                                                      |
| ----------------------------------------------------- | ----------------- | ----------------------------------------------------------------------------------------- |
| 북위 90° 0′ 동경 28° 0′  / 북위 90.000° 동경 28.000°  | 북극해            |                                                                                           |
| 북위 80° 12′ 동경 28° 0′  / 북위 80.200° 동경 28.000° | 노르웨이          | 스발바르 제도의 스토뢰위아섬                                                              |
| 북위 80° 3′ 동경 28° 0′  / 북위 80.050° 동경 28.000°  | 바렌츠해          |                                                                                           |
| 북위 78° 52′ 동경 28° 0′  / 북위 78.867° 동경 28.000° | 노르웨이          | 스발바르 제도의 콩쇠위아섬                                                                |
| 북위 78° 50′ 동경 28° 0′  / 북위 78.833° 동경 28.000° | 바렌츠해          |                                                                                           |
| 북위 71° 4′ 동경 28° 0′  / 북위 71.067° 동경 28.000°  | 노르웨이          |                                                                                           |
| 북위 70° 1′ 동경 28° 0′  / 북위 70.017° 동경 28.000°  | 핀란드            |                                                                                           |
| 북위 60° 40′ 동경 28° 0′  / 북위 60.667° 동경 28.000° | 러시아            |                                                                                           |
| 북위 60° 30′ 동경 28° 0′  / 북위 60.500° 동경 28.000° | 발트해            | 핀란드만                                                                                  |
| 북위 59° 26′ 동경 28° 0′  / 북위 59.433° 동경 28.000° | 에스토니아        |                                                                                           |
| 북위 59° 17′ 동경 28° 0′  / 북위 59.283° 동경 28.000° | 러시아            | 페이푸스호를 통과함                                                                       |
| 북위 56° 40′ 동경 28° 0′  / 북위 56.667° 동경 28.000° | 라트비아          |                                                                                           |
| 북위 56° 7′ 동경 28° 0′  / 북위 56.117° 동경 28.000°  | 벨라루스          |                                                                                           |
| 북위 51° 34′ 동경 28° 0′  / 북위 51.567° 동경 28.000° | 우크라이나        |                                                                                           |
| 북위 48° 19′ 동경 28° 0′  / 북위 48.317° 동경 28.000° | 몰도바            |                                                                                           |
| 북위 47° 2′ 동경 28° 0′  / 북위 47.033° 동경 28.000°  | 루마니아          |                                                                                           |
| 북위 43° 51′ 동경 28° 0′  / 북위 43.850° 동경 28.000° | 불가리아          |                                                                                           |
| 북위 41° 13′ 동경 28° 0′  / 북위 41.217° 동경 28.000° | 흑해              |                                                                                           |
| 북위 42° 3′ 동경 28° 0′  / 북위 42.050° 동경 28.000°  | 불가리아          | 8km 정도 지나감                                                                           |
| 북위 41° 59′ 동경 28° 0′  / 북위 41.983° 동경 28.000° | 튀르키예          |                                                                                           |
| 북위 41° 1′ 동경 28° 0′  / 북위 41.017° 동경 28.000°  | 마르마라해        |                                                                                           |
| 북위 40° 30′ 동경 28° 0′  / 북위 40.500° 동경 28.000° | 튀르키예          |                                                                                           |
| 북위 37° 2′ 동경 28° 0′  / 북위 37.033° 동경 28.000°  | 지중해            | 에게해                                                                                    |
| 북위 36° 48′ 동경 28° 0′  / 북위 36.800° 동경 28.000° | 튀르키예          | 닷차반도                                                                                  |
| 북위 36° 34′ 동경 28° 0′  / 북위 36.567° 동경 28.000° | 지중해            | 에게해                                                                                    |
| 북위 36° 22′ 동경 28° 0′  / 북위 36.367° 동경 28.000° | 그리스            | 로도스섬                                                                                  |
| 북위 36° 3′ 동경 28° 0′  / 북위 36.050° 동경 28.000°  | 지중해            |                                                                                           |
| 북위 31° 5′ 동경 28° 0′  / 북위 31.083° 동경 28.000°  | 이집트            |                                                                                           |
| 북위 22° 0′ 동경 28° 0′  / 북위 22.000° 동경 28.000°  | 수단              |                                                                                           |
| 북위 10° 10′ 동경 28° 0′  / 북위 10.167° 동경 28.000° | 아비에이          | 수단과 남수단이 관리한다.                                                                 |
| 북위 9° 25′ 동경 28° 0′  / 북위 9.417° 동경 28.000°   | 남수단            |                                                                                           |
| 북위 4° 33′ 동경 28° 0′  / 북위 4.550° 동경 28.000°   | 콩고 민주 공화국  |                                                                                           |
| 남위 12° 20′ 동경 28° 0′  / 남위 12.333° 동경 28.000° | 잠비아            | 카리바호로 짐바브웨와 국경을 나눔                                                         |
| 남위 16° 53′ 동경 28° 0′  / 남위 16.883° 동경 28.000° | 짐바브웨          |                                                                                           |
| 남위 21° 33′ 동경 28° 0′  / 남위 21.550° 동경 28.000° | 보츠와나          |                                                                                           |
| 남위 22° 56′ 동경 28° 0′  / 남위 22.933° 동경 28.000° | 남아프리카 공화국 | 림포포주 노스웨스트주 하우텡주 - 요하네스버그 시 중심부의 서쪽을 지나간다. 프리스테이트주 |
| 남위 28° 52′ 동경 28° 0′  / 남위 28.867° 동경 28.000° | 레소토            |                                                                                           |
| 남위 30° 39′ 동경 28° 0′  / 남위 30.650° 동경 28.000° | 남아프리카 공화국 | 이스턴케이프주                                                                            |
| 남위 32° 57′ 동경 28° 0′  / 남위 32.950° 동경 28.000° | 인도양            |                                                                                           |
| 남위 60° 0′ 동경 28° 0′  / 남위 60.000° 동경 28.000°  | 남극해            |                                                                                           |
| 남위 69° 52′ 동경 28° 0′  / 남위 69.867° 동경 28.000° | 남극              | 퀸모드랜드, 노르웨이가 영유권을 주장한다.                                                 |

## 같이 보기
- 동경 27도
- 동경 29도